# Калиновка (Омский район)
Калиновка — деревня в Омском районе Омской области России. Входит в состав Петровского сельского поселения.
Население — 231 чел. (2010)

## География
Деревня расположена в лесостепи, в пределах Омского увала, западной слегка возвышенной части Барабинской низменности, относящейся к Западно-Сибирской равнине. Реки и озёра отсутствуют, в окрестностях есть водохранилище, к югу — болотистая местность.

## История
В соответствии с Законом Омской области от 30 июля 2004 года № 548-ОЗ «О границах и статусе муниципальных образований Омской области» деревня вошла в состав образованного муниципального образования «Петровское сельское поселение».

## Население
| 2006 | 2010 |
| ---- | ---- |
| 250  | ↘231 |

Гендерный состав
По данным Всероссийской переписи населения 2010 года в гендерной структуре населения из 223 человек мужчин — 105, женщин — 118	(47,1 и 52,9 % соответственно).
Национальный состав
Согласно результатам переписи 2002 года, в национальной структуре населения русские составляли 74 % от общей численности населения в 242 чел..

## Известные уроженцы, жители
Па́вел Алекса́ндрович Ле́кант (19 ноября 1932 — 19 апреля 2019) — советский и российский лингвист, специалист по синтаксису современного русского языка, доктор филологических наук, почётный профессор Московского государственного областного университета, заслуженный деятель науки Российской Федерации (1998).

## Инфраструктура
Развитое сельское хозяйство.

## Транспорт
Автодорога «Петровка — Калиновка» (идентификационный номер 52 ОП МЗ Н-330) длиной 9,023 км..

Просёлочные дороги.